# Powellit
Powellit – minerał z gromady molibdenianów. Należy do grupy minerałów bardzo rzadkich, spotykany w niektórych rejonach ziemi.
Nazwa pochodzi od nazwiska amerykańskiego geologa Johna Wesleya Powella (1834-1902). 

## Charakterystyka

### Właściwości
Zazwyczaj tworzy kryształy o pokroju podwójnej piramidy tetragonalnej lub ośmiobocznych  tabliczek.  Występuje w skupieniach ziarnistych, ziemistych, proszkowych i naskorupieniach. Jest kruchy, przezroczysty, rozpuszcza się w  kwasie solnym  i azotowym. W świetle ultrafioletowym wykazuje żółtą lub pomarańczową silną fluorescencję. Tworzy pseudomorfozy po molibdenicie. Jest izostrukturalny z wulfenitem, scheelitem, seyringitem. 

### Występowanie
Minerał wtórny, powstaje w strefie utleniania molibdenitu. Rozpowszechniony w małych ilościach niemal we wszystkich złożach tego kruszcu.
Miejsca występowania:
- Na świecie: Niemcy, Maroko, Rosja – Zabajkale, Ural, Turcja.

- W Polsce: został stwierdzony w kopalniach miedzi w okolicach Lubina i Polkowic.

### Zastosowanie
- ma znaczenie kolekcjonerskie,
- bywa używany do wyrobu biżuterii.